# Symphostethus ruficollis
Symphostethus ruficollis là một loài bọ cánh cứng trong họ Elateridae. Loài này được Pjatakawa miêu tả khoa học năm 1941.